# Zanthoxylum gilletii
Espèce
Synonymes
- Fagara amaniensis Engl.[1]
- Fagara discolor Engl.[1]
- Fagara gilletii De Wild.[1]
- Fagara inaequalis Engl.[1]
- Fagara kivuensis Lebrun ex Gilbert[1]
- Fagara macrophylla (Oliv.) Engl.[1]
- Fagara obliquefoliolata Engl.[1]
- Fagara rigidifolia Engl.[1]
- Fagara tessmannii Engl.[1]
- Zanthoxylum melanorhachis (Hoyle) Little[1]
- Zanthoxylum tessmannii (Engl.) Ayafor[1]

Zanthoxylum gilletii, également connu en français sous l'appellation « Olon dur », « citronnier d'Afrique » ou « faux citronnier », est une espèce de plantes à fleurs de la famille des Rutaceae et du genre Zanthoxylum. C'est un arbre présent en Afrique tropicale. Ses fruits constituent une épice proche du poivre appelée « uzazi ».

## Distribution
On le trouve depuis la Guinée et la Sierra Leone jusqu'au Kenya, également vers le sud, au nord de l'Angola, au Zimbabwe et au Mozambique.

## Utilité
Son bois connaît de nombreuses utilisations dans la construction, comme bois de feu et pour la production de charbon de bois. L'écorce et les racines sont très utilisées en médecine traditionnelle.